# 3 Monts
La Trois Monts ou 3 Monts est une bière fabriquée à Saint-Sylvestre-Cappel par la brasserie 3 Monts, ex-de Saint-Sylvestre, dans le Nord, en France.
Les trois monts sont le mont Cassel, le mont des Cats et le mont des Récollets. Les trois entourent la brasserie.
Il s'agit d'une bière de garde spéciale de 8,5° contenue dans une bouteille de 75 cl ou 33 cl.
Elle contient uniquement : du malt d'orge, du houblon et de l'eau, ce qui fait d'elle une des rares bières du commerce[réf. nécessaire] à ne subir aucun sucrage additionnel (les céréales et sa garde suffisent à l'état naturel).
Elle a une attaque douce mais caractérielle[C'est-à-dire ?], avec un suivi de goût de froment, puis de baies[Lesquelles ?], pour finir sur une note de verdure amère doucement réglissée. Les amateurs la considèrent souvent[réf. nécessaire] comme l'une des meilleures bières[passage promotionnel] de garde du commerce (quoique non-vendue en grand débit, de par sa fabrication traditionnelle).

## Fiche technique
La 3 Monts est brassée selon une méthode ascendante[C'est-à-dire ?], avec des houblons flamands, puis fermentée avec des levures hautes[réf. nécessaire].
La bière est conservée trois semaines à 0° ce qui en fait une bière de garde. Elle est ensuite filtrée après stabilisation.
Bière des Flandres, la 3 Monts se déguste à température de cave flamande : entre 8 et 10 °C.